# Gotha (stacja kolejowa)
Gotha – stacja kolejowa w Gocie, w kraju związkowym Turyngia, w Niemczech. Znajdują się tu 3 perony.